# ハリウッド美容専門学校
ハリウッド美容専門学校（はりうっどびようもんがっこう）は、六本木ヒルズハリウッドプラザ（東京都港区六本木6-4-1）内にある専門学校。
設置者は学校法人メイ・ウシヤマ学園。同法人ハリウッド大学院大学（ビューティビジネス研究科）の附属校。
旧ハリウッドビューティ専門学校　トータルビューティ教育。
美容家として名高い、故メイ牛山に由来する学校である。

## 沿革
- 1925年（大正14年）ハリウッド美容講習所設立
- 1950年（昭和25年）ハリウッド高等美容学校を麻布霞町に開校
- 1980年（昭和55年）専門学校として認可、ハリウッド美容専門学校に改称
- 1984年（昭和59年）学校法人メイ・ウシヤマ学園設立
- 2008年（平成20年）ハリウッド大学院大学開校
- 2009年（平成21年）ハリウッドビューティ専門学校に改称
- 2014年 文部科学大臣より「職業実践専門課程」に認定
- 2017年（平成29年）ハリウッド美容専門学校に改称

## 著名な出身者
- hide（松本秀人）（X JAPANのギタリスト）
- 古谷実（漫画家）
- 井手上漠（タレント）